# La Bestia in Calore
La Bestia in Calore(también conocida como SS Hell Camp, SS Experiment Parte 2, The Beast in Heat y Horrifying Experiments of the S.S. Last Days) es una película italiana lanzada en 1977. Dirigida por Luigi Batzella y escrita por Batzella y Lorenzo Artale ganó notoriedad cuando fue prohibida en el Reino Unido por ser calificada como video nasty.
Este es uno de los muchos llamados vídeos Nasties sobre la Segunda Guerra Mundial y las atrocidades del campamento de prisioneros de guerra nazi. Una nefasta médico (Macha Magall) crea un mutante (mitad hombre / mitad bestia). La bestia es una mongoloide rapaz, en cuclillas, que utiliza la tortura para molestar a las reclusas, mientras que los nazis vigilan. El enano bestia se mantiene en una dieta de las mega-afrodisíacos. Hay mucho sadismo, gore y desnudos en esta película de Explotación nazi.
Esta película duplica el éxito de Ilsa, la loba de las SS (1974), y sus secuelas, que popularizó la explotación subgénero nazi. Macha Magall la aún sexy dominatrix cruel SS es claramente el modelo de la Ilsa interpretada por Dyanne Thorne.
La película también tiene reputación de ser una de  las peores películas que jamás se ha hecho, el único recurso en escenario es un laboratorio con una jaula en el medio, con unos trajes baratos y una casi inexistente iluminación o edición.

## Argumento
Una científica está trabajando durante los últimos días del III Reich en una nueva arma secreta. Pero no se trata de una bomba atómica, ni siquiera de un nuevo modelo de V-2, sino de un ser humano retardado que tiene un especial gusto por violar mujeres y es guardado en una jaula.

## Actores
- Macha Magall como Dra. Ellen Kratsch
- Gino Turini como Drago.
- Edilio Kim como El capitán nazi.
- Xiro Papas como Lupo.
- Salvatore Baccaro como La Bestia.
- Giuseppe Castellano como un soldado alemán.
- Brad Harris como Don Lorenzo.
- Benito Pacífico como partisano.
- Alfredo Rizzo como Moreno.
- Brigitte Skay como Irene.